# Dependência física
A dependência física corresponde ao estado que se desenvolve em consequência da adaptação (tolerância) produzida pelo reajuste dos mecanismos de homeostase em resposta ao uso repetido de uma droga.
As drogas podem alterar vários sistemas que, até então, estavam em equilíbrio; estes sistemas encontram um novo equilíbrio em presença da inibição ou estimulação produzida por uma droga específica. Nesse estado de adaptação, o indivíduo sente a necessidade de utilizar continuamente uma substância para manter suas funções normais e, se a administração da droga for interrompida repentinamente, instala-se outro desequilíbrio e os sistemas afetados precisam novamente passar por um processo de reajuste ao novo equilíbrio sem a droga.
Nem todas as drogas apresentam dependência física, mas algumas delas se caracterizam particularmente por este componente, como o álcool, o tabaco e os opioides. A dependência física é caracterizada por dois fatores: o desenvolvimento de tolerância, ou seja, quantidades cada vez maiores são necessárias para alcançar o mesmo grau de alteração de consciência, e de sintomas de abstinência, quando a retirada completa ou redução da dose utilizada causa sintomas físicos e psíquicos de desconforto, que podem incluir entre outros a fissura, embora drogas sem dependência física também possam induzir fissura.